# Meriatum
Meriatum war ein Sohn des altägyptischen Königs Ramses II. und seiner Großen königlichen Gemahlin Nefertari. Er war der vierte und jüngste Sohn aus dieser Verbindung.
In den Prozessionsdarstellungen der Ramses-Söhne wird er an sechzehnter Stelle genannt. Meritatum ist im kleinen Tempel von Abu Simbel, dem Hathor-Tempel der Nefertari, dargestellt. Im Ägyptischen Museum Berlin befinden sich zwei Statuen von ihm und im Roemer- und Pelizaeus-Museum in Hildesheim eine Stele.
Meriatum trug den Titel „Großer der Schauenden“, war Hohepriester in Heliopolis und hatte dieses Amt für ca. 20 Jahre inne. Etwa im zwanzigsten Regierungsjahr seines Vaters Ramses II. besuchte er den Sinai. Auf einem Ostrakon sind die Arbeiten für sein Grab und dem der Isisnofret, der zweiten Großen königlichen Gemahlin Ramses II., vermerkt, was auf ein Begräbnis in der Umgebung des Tals der Königinnen hinweisen könnte. Andererseits fand sich in dem Massengrab KV5 im Tal der Könige das Fragment einer Kanope mit seinem Namen, so dass sein genauer Bestattungsort nicht gesichert ist.